# Huangtong Shuiku
Huangtong Shuiku (kinesiska: 黄同水库) är en reservoar i Kina. Den ligger i provinsen Shandong, i den östra delen av landet, omkring 290 kilometer öster om provinshuvudstaden Jinan. Huangtong Shuiku ligger 81 meter över havet. Arean är 5,1 kvadratkilometer. Trakten runt Huangtong Shuiku består till största delen av jordbruksmark. Den sträcker sig 3,4 kilometer i nord-sydlig riktning, och 4,6 kilometer i öst-västlig riktning.
Genomsnittlig årsnederbörd är 735 millimeter. Den regnigaste månaden är juli, med i genomsnitt 230 mm nederbörd, och den torraste är januari, med 11 mm nederbörd.